# Mind soap
Mind soap (estilizado como mind soap) é o primeiro e único álbum de estúdio da banda japonesa de rock do movimento visual kei Raphael, lançado em 1 de dezembro de 1999. O single "Hana Saku Inochi Aru Kagiri", lançado em 23 de julho, se tornou o primeiro trabalho da banda lançado por uma grande gravadora e foi relançado três vezes. Os singles seguintes foram "Eternal wish ~Todokanu Kimi e~", lançado em outubro e tocado como tema do programa de televisão Nepuchu, e "Promise", lançado em novembro.
Foi notado que os membros eram jovens na época, tendo 18 anos e formado a banda aos 15. Em 2000 a popularidade do 1° single e do álbum os levou a uma apresentação no Nippon Budokan, comemorando sua "formatura" do ensino médio (que não havia acontecido normalmente, pois eles deixaram a escola).
Em 2016, três álbuns foram lançados em memorial ao guitarrista Kazuki no dia de seu aniversário. A canção "Eternal Wish" foi incluída no primeiro, Never-1997040719990429-, e "Promise" e "Sakura" foram incluídas no último, Ending-1999072319991201-.

## Recepção
Mind soap chegou à 30ª posição na Oricon Albums Chart, ficando na parada por duas semanas. Os singles "Hana Saku Inochi Aru Kagiri", "Eternal wish" e "Promise" alcançaram a 25ª, 28ª e 32ª posição, respectivamente.
O website CD Journal comentou que o álbum contém uma variedade de músicas e temas que não seguem o padrão do movimento visual kei. Também comentou das mudanças de estilo durante a carreira da banda, que começou sendo "dark" e então se voltou para o power metal e baladas. Concluiu dizendo que o álbum traz grande impacto.
Em uma lista dos 50 álbuns de visual kei para serem passados a gerações futuras, Gallery of Visual Shock afirmou que o álbum tem uma atmosfera jovem, porém não deixa de atrair os adultos, e elogiou os vocais e composição. Descreveu a banda como uma "mistura de X Japan e Malice Mizer". CD Journal diz que a imagem da banda é representada pela cor branca, enquanto Gallery of Visual Shock acredita que é a azul.

## Faixas
Os nomes são estilizados em minúsculas, exceto "Holy mission".
| N.º            | Título                                                                                          | Duração |  |
| 1.             | "Synagogue zensou kyoku dai 3 gakushou ~Hen ho chouchou~" (シナゴーグ前奏曲イ短調 ～第一楽章～) | 1:29    |  |
| 2.             | "Sakura" (さくら)                                                                               | 4:07    |  |
| 3.             | "Sayokyoku ~Hisou~" (小夜曲 ～悲愴～)                                                           | 3:32    |  |
| 4.             | "Hana Saku Inochi Aru Kagiri" (花咲く命ある限り)                                                | 5:25    |  |
| 5.             | "Peter Pan Shoukougun" (ピーターパン症候群)                                                     | 5:17    |  |
| 6.             | "Promise"                                                                                       | 4:16    |  |
| 7.             | "Huckleberry no Koi" (ハックルベリーの恋)                                                       | 2:55    |  |
| 8.             | "Eternal wish ~Todokanu kimi e~" (eternal wish ～届かぬ君へ～)                                  | 5:19    |  |
| 9.             | "Holy mission"                                                                                  | 4:06    |  |
| 10.            | "Ginyuu Shi no Namida" (吟遊詩の涙)                                                             | 5:03    |  |
| 11.            | "Boku to "Boku"" (僕と「僕」)                                                                   | 4:23    |  |
| Duração total: | Duração total:                                                                                  | 45:55   |  |

## Ficha técnica
- Yuki – vocais
- Kazuki – guitarra
- Yukito – baixo
- Hiro – bateria